# Distrito de Okhaldhunga
El distrito de Okhaldhunga es uno de los seis distritos que conforman la Zona de Sagarmatha, en Nepal.

## Comités de desarrollo rural
En el distrito se encuentran los siguientes comités de desarrollo rural:
- Andhari
- Baksa
- Balakhu
- Baraneshwor
- Barnalu
- Betini
- Bhadaure
- Bhussinga
- Bigutar
- Bilandu
- Chyanam
- Diyale
- Fediguth
- Fulbari
- Gamnangtar
- Harkapur
- Jantarkhani
- Jyamire
- Kalikadevi
- Kaptigaun
- Katunje
- Ketuke
- Khiji Chandeshwori
- Khijifalate
- Kuibhir
- Kuntadevi
- Madhavpur
- Mamkha
- Manebhanjyang
- Moli
- Mulkharka
- Narmedeshwor
- Okhaldhunga
- Palapu
- Patle
- Pokhare
- Pokli
- Prapchan
- Ragani
- Rajadeep
- Raniban
- Ratmata
- Rawadolu
- Rumjatar
- Salleri
- Serna
- Shreechaur
- Singhadevi
- Sisneri
- Taluwa
- Tarkerabari
- Thakle
- Thoksela
- Thulachhap
- Ubu
- Vadaure
- Yasam